# Элена, Эден
Эден Элена  (ивр. עדן אלנה‎; амх. ኤደን አለነ род. 7 мая 2000, Иерусалим, Израиль), в некоторых источниках Эден Алене (англ. Eden Alene) — израильская певица. Представительница Израиля на конкурсе песни «Евровидение-2021». Первоначально она должна была представлять Израиль на ныне отменённом «Евровидении-2020», с песней «Feker Libi» в первом полуфинале конкурса 12 мая 2020 года.

## Биография
Родилась в Иерусалиме, в семье эфиопских евреев.
В октябре 2017 года участвовала в третьем сезоне израильской версии шоу «X Factor». На первом прослушивании исполнила песню Деми Ловато «Stone Cold». В январе 2018 года Элена победила в финальном выпуске.
В декабре 2018 года выпустила дебютный сингл «Better».
В феврале 2019 года, в преддверии конкурса Евровидение в Израиле, Элена выпустила кавер на песню «Save Your Kisses for Me» группы Brotherhood of Man, с которой она выиграла Евровидение-1976.
В марте 2019 года выпустила второй сингл «When It Comes to You», который спродюсировал американский продюсер Джулиан Банетта. В том же году приняла участие в израильской постановке мюзикла «Little Shop of Horrors».
В 2019 году Элена участвовала в седьмом сезоне израильского реалити-шоу «Ха-Кохав ха-Ба», став победительницей шоу. В качестве победителя, получила право представлять Израиль на конкурсе Евровидение-2020, но конкурс отменили из-за пандемии COVID-19. 22 марта 2020 года израильский вещатель подтвердил, что певица отправится на Евровидение-2021 в следующем году. На Евровидении артистка представила песню Set Me Free. Пройдя в финал, Элена заняла 17-место.

## Дискография

### Синглы
| Название                          | Год  | Наивысшая позиция в чартах | Альбом             |
| --------------------------------- | ---- | -------------------------- | ------------------ |
| «Better»                          | 2018 | —                          | Неальбомные синглы |
| «Save Your Kisses for Me» (кавер) | 2019 | —                          | Неальбомные синглы |
| «When It Comes to You»            | 2019 | —                          | Неальбомные синглы |
| «Feker Libi»                      | 2020 | —                          | Неальбомные синглы |
| «Savior in the Sound»             | 2020 | —                          | Неальбомные синглы |
| «Rakata»                          | 2020 | —                          | Неальбомные синглы |
| «Roots»                           | 2020 | —                          | Неальбомные синглы |

## Комментарии
1. ↑  произношение на иврите: [ˈʕeden ʔaˈlena]